# Форст-Ленгенбюль
Форст-Ленгенбюль (нем. Forst-Längenbühl) — коммуна в Швейцарии, в кантоне Берн. 
Входит в состав округа Тун. Население составляет 725 человек (на 31 декабря 2006 года). Официальный код — 948.

## История
Впервые Ленгенбюль упоминается как «Lengenbuel» в 1493 году. В своём текущем виде коммуна образована 1 января 2007 года путём объединения населённых пунктов Ленгенбюль и Форст.

## Состав коммуны
- Форст
- Ленгенбюль

## География
По состоянию на 2009 год Форст-Ленгенбюль занимал территорию в 4,49 км². Из неё 3,06 км² или 68,2% использовано под сельскохозяйственные нужды, а 0,94 км² или 20,9% покрыто лесами. Из оставшихся земель 0,38 км² или 8,5% заселено (занято под строения или дороги), 0,1 км² или 2,2% — это реки или озёра и 0,04 км² или 0,9% — непродуктивные земли.
Из застроенных территорий 6,0% занято под дома или постройки, 1,8% под транспортную инфраструктуру. 19,6% всех площадей занято густыми лесами и 1,3% покрыто садами или рощами. Из сельскохозяйственных земель 31,4% используется для выращивания сельскохозяйственных культур и 33,0% занято пастбищами, в то время как 3,8% использовано под сады или выращивание бахчевых культур. Все водные ресурсы коммуны сосредоточены в озёрах.
В Ленгенбюле есть три небольших озера: Dittligsee, Geistsee и маленький пруд.
Форст представляет собой поселение с разбросанными в моренных ландшафтах зданиями. Наиболее значимыми являются районы Dörfli, Allmid (Allmend), Chromen, Längmoos и Riedhubel.

## Население
По состоянию на 31 декабря 2012 года население Форст-Ленгенбюль составляло 751 человек. По сравнению с 2007 годом население выросло на 4% за счёт иностранных наций. По статистике 2000 года большинство населения составляют говорящие на немецком (98,0%), французском (0,9%) и албанском языках (0,6%).
На выборах 2007 года наиболее популярная партия Швейцарская народная партия получила 48,8% голосов. Следующие три по популярности партии получили голоса в следующем соотношении: левое крыло — 11,5%, Зелёная партия Швейцарии — 9,2% и Социал-демократическая партия Швейцарии — 9%.
По статистике 2000 года возрастное распределение жителей было: дети и подростки (от 0 до 19 лет) — 28,2% населения; совершеннолетние (от 20 до 64 лет) — 55,7% и пожилые (свыше 64 лет) — 16%. Всё швейцарское население, как правило, хорошо образовано. В Форст-Ленгенбюле около 77,8% в возрасте 25-64 лет получили либо необязательное среднее образование, либо высшее (университет или университет прикладных наук).
Уровень безработицы в Форст-Ленгенбюле составляет 0,82%. По состоянию на 2005 год зафиксировано 111 трудящихся в первичном секторе экономики и около 32 предприятий, участвующих в этом секторе. 30 человек занято во вторичном секторе экономике и 12 предприятий, работающих в этом секторе. 40 человек и 8 предприятий работают в третичном секторе экономики. История изменений численности населения дана в следующей таблице:
| год  | население Форста | население Ленгенбюля |
| ---- | ---------------- | -------------------- |
| 1764 | 102              | 124                  |
| 1850 | 302              | 264                  |
| 1900 | 297              | 243                  |
| 1950 | 266              | 272                  |
| 2000 | 309              | 346                  |